# Škoda Rapid (Indie)
Škoda Rapid – samochód osobowy klasy aut miejskich produkowany przez niemiecki koncern motoryzacyjny Volkswagen AG pod czeską marką Škoda Auto w latach 2011 – 2021. Auto jest produkowane i oferowane wyłącznie w Indiach, nie ma nic wspólnego z europejskim odpowiednikiem, zaprezentowanym rok później.

## Historia i opis modelu
Samochód został po raz pierwszy oficjalnie zaprezentowany podczas targów motoryzacyjnych w New Delhi w 2011 roku. Pojazd zbudowany został na bazie płyty podłogowej PQ25, która wykorzystana została do budowy m.in. Škoda Fabia II, Volkswagena Polo V oraz Seata Ibizy IV. Przód pojazdu jest niemal identyczny z przodem Fabii drugiej generacji. 
Pod koniec 2016 roku zaprezentowana została wersja po face liftingu. Zmieniony został całkowicie przód pojazdu, który upodobniony został do trzeciej generacji modelu Fabia. Z tyłu auto przeszło delikatne zmiany. Wnętrze pojazdu przejęte zostało z modelu Polo V.

### Wyposażenie
- Active
- Active Plus
- Ambition
- Ambition Plus
- Elegance
- Prestige
- Style

W zależności od wybranej wersji wyposażeniowej oraz rocznika produkcji pojazdu, auto wyposażone może być m.in. w system ABS, elektryczne sterowanie szyb, elektryczne sterowanie lusterek, wielofunkcyjną kierownicę, światła do jazdy dziennej wykonane w technologii LED, światła przeciwmgłowe oraz radio CD/MP3.